# Brzesko (gmina)
Brzesko est une gmina mixte du powiat de Brzesko, Petite-Pologne, dans le sud de Pologne. Son siège est la ville de Brzesko, qui se situe environ 50 km à l'est de la capitale régionale Cracovie.
La gmina couvre une superficie de 102,57 km2 pour une population de 35 438 habitants.

## Géographie
Outre la ville de Brzesko, la gmina inclut les villages de Bucze, Jadowniki, Jasień, Mokrzyska, Okocim, Poręba Spytkowska, Sterkowiec, Szczepanów et Wokowice.
La gmina borde les gminy de Bochnia, Borzęcin, Dębno, Gnojnik, Nowy Wiśnicz, Rzezawa et Szczurowa.